# Tulipa kaufmanniana
Tulipa kaufmanniana er en botanisk tulipan (altså vild tulipan), som har en enkelt, opret stængel, der bærer 3-4 blade. Arten ses tit krydset med andre tulipaner, heraf navnet Kaufmanniana-hybrider.

## Beskrivelse
Bladene er brede og grågrønne på begge sider og er helrandede med rødlig spids. Blomstringen sker allerede i marts-april. Blomsterne har seks blosterblade med brunrød yderside og lysegul inderside. Centrum i blomsten er orangerød. Støvdragerne og støvfanget er lysegule. Frøstanden modner midt på sommeren og frøene kan etablere sig på det rette voksested.
Løget er glat og rødbrunt med hvidlig spids. Rodnettet er typisk for løgvækster: trævlet og alle sammen udgående fra rodskiven i bunden af løget. 
Højde x bredde og årlig tilvækst: 0,30 x 0,20 m (30 x 20 cm/år).

## Hjemsted
Planten findes i bjergområderne i Kasakhstan, usbekistan, Tadsjikistan og Kirgisistan, hvor der er lysåbne løvskove eller skovstepper. 
I Chatkal Nature Reserve, i det vestlige Tien Shan, Usbekistan, findes den sammen med blandt andre: Acer turkestanicum, Allium aflatunense, almindelig berberis, almindelig vin, Anemonastrun protractum, broget salvie, glat lakrids, havemalurt, Juniperus turkestanica, kleopatras nål, Malus kirghisorum, markstenkløver, Paeonia hybrida, Prunus sogdiana, smalbladet sølvblad, Sorbus tianschanica, tatarisk gedeblad, Trollius altaicus, Tulipa dasystemon, Ulmus densa, Vinca erecta, vortebirk og vrietorn.